# 28P/Neujmin
28P/Neujmin, eller Neujmin 1 är en stor periodisk komet som upptäcktes av den ryske astronomen Grigorij Nikolaevich Neujmin den 3 september 1913.  Vid periheliepassagerna är dess närmaste avstånd till solen ungefär 1,5 AU varför kometen aldrig kommer i närheten av jorden.
Kometkärnan har uppskattats till 21,4 kilometer, med det låga albedot 0,025. Med en så stor kärna blir kometen ändå förhållandevis ljusstark vid periheliepassagerna. Den kan dock inte ses för blotta ögat eller med mindre teleskop. Dess skenbara ljusstyrka vid oppositionen i maj 2020 kommer att vara 16,9 och vid periheliepassagen 2021 kommer den att befinna sig på andra sidan solen i förhållande till jorden. Nästa perheliepassage inträffar den 11 september 2039.